# Stazione di Pfäffikon SZ
La stazione di Pfäffikon SZ (in tedesco Bahnhof Pfäffikon SZ) è una stazione ferroviaria a servizio dell'omonima frazione del comune svizzero di Freienbach sulla ferrovia Zurigo-Ziegelbrücke-Näfels, sulla Pfäffikon-Arth e sulla Rapperswil-Pfäffikon.

## Storia
La stazione fu attivata il 20 settembre 1875, in occasione dell'apertura della linea Zurigo-Ziegelbrücke-Näfels.

## Strutture e impianti
La stazione dispone di 5 binari dotati di marciapiede per il servizio passeggeri, oltre a un binario passante e diversi tronchini. È dotata di un ampio fabbricato viaggiatori.

## Movimento
La stazione è servita dai treni IR35 Aare-Linth a cadenza oraria sulla relazione Berna - Coira, dai Voralpen Express sulla relazione Lucerna - San Gallo, dai treni a cadenza semioraria sulla relazione Zurigo Aeroporto - Ziegelbrücke (linea S2 della rete celere di Zurigo), dai treni a cadenza semioraria per Zugo (linea S5 della rete celere di Zurigo), dai treni a cadenza semioraria per Winterthur (linea S8 della rete celere di Zurigo), dai treni a cadenza oraria sulla relazione Zurigo Centrale - Linthal (linea S25 della rete celere di Zurigo), dai treni a cadenza semioraria sulla relazione Einsiedeln - Rapperswil (linea S40 della rete celere di Zurigo) e, solo durante i fine settimana, da treni notturni a cadenza oraria per Knonau (linea SN5) e sulla relazione Pfäffikon ZH - Lachen.

## Servizi
Nella stazione sono presenti:
- Biglietteria automatica
- Sala d'attesa
- Deposito bagagli con personale
- Deposito bagagli automatico
- Ufficio oggetti smarriti
- Servizi igienici
- Ufficio informazioni turistiche
- Bar
- Negozi

Inoltre, sono presenti parcheggi di interscambio per automobili e biciclette.

## Interscambi
- Fermata autobus (Pfäffikon, Bahnhof)[3][6]